# Marion Walter

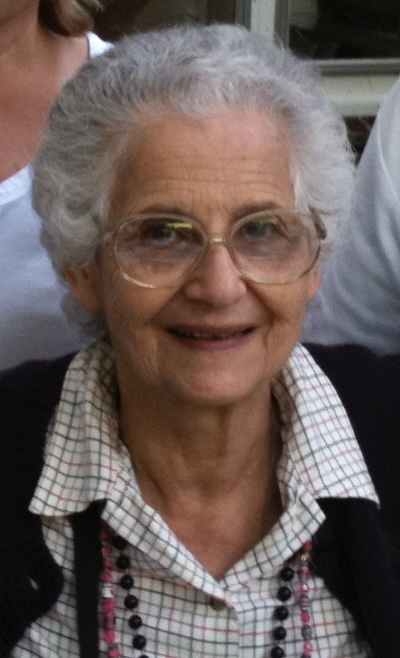
Marion Walter (2010)

Marion Ilse Walter (* 30. Juli 1928 in Berlin; † 9. Mai 2021 in Eugene, Oregon) war eine deutsch-US-amerikanische Mathematikerin und Mathematik-Didaktikerin. Vor ihrem Ruhestand war sie Professorin für Mathematik und unterrichtete an verschiedenen Bildungseinrichtungen und Organisationen. Nach ihr wurde das Marion-Theorem benannt.

## Frühe Kindheit im nationalsozialistischen Deutschland
Walter wurde 1928 in Berlin geboren. Ihre Eltern, Willy Walter (gestorben 1943 in einem Internierungslager), ein Modeschmuckhändler in Berlin, und Erna Else Walter waren jüdisch. Sie besuchte zuerst eine öffentliche Schule, bevor sie und ihre zweieinhalb Jahre ältere Schwester Ellen Paula Walter ein Jahr nach einem Zwischenfall mit ihrer Mathematiklehrerin in ein jüdisches Internat in Herrlingen geschickt wurden. Als Marion Walter im Alter von 7 Jahren ihrer Mathematiklehrerin auf der Straße begegnete, aber nicht „Heil Hitler“ zurückrief, musste sie den Vorfall erklären. Ihre Mathematiklehrerin entschied sich am Ende dafür, den Vorfall nicht zu melden, mit der Begründung, dass es sich bei Marion Walter um ihre beste Schülerin im Rechnen handle. Mathematik gehörte zu den wenigen Themen, über die sich Marion Walter in der Zeit des Nationalsozialismus unterhalten konnte.
1939 verließ sie Deutschland mit ihrer Schwester mit einem Kindertransport; auf diesem Weg wurden vor Ausbruch des Zweiten Weltkriegs Tausende jüdischer Kinder nach England evakuiert und dadurch gerettet. Ihre Eltern zogen später im selben Jahr nach.

## Leben in England
In England besuchte Marion Walter mit ihrer älteren Schwester ein Internat in Eastbourne. Aufgrund ihrer fehlenden Englisch-Kenntnisse fielen ihr die meisten sprachlichen Fächer schwer. Sie musste sich viele Inhalte des Unterrichts selbst herleiten. Ihr Interesse für Mathematik und insbesondere Geometrie blieb in England weiterhin bestehen.
Als Folge des Krieges sollten auch dort 1940, nachdem Frankreich kapituliert hatte, die Schülerinnen und Schüler des Internats evakuiert werden. Marion Walter wurde nach Wykey, einem Weiler in Shropshire, mit den verbliebenen Schülerinnen und Schülern hin evakuiert, wo sie in umgebauten Hundezwingern übernachten mussten und in Hühnerställen unterrichtet wurden. Später zogen Marion Walter und ihre Mitschülerinnen und Mitschüler ins Combermere Abbey, wo sie die restliche Zeit bis zum Ende des Krieges verbrachten.
1944 wurde Marion Walter gebeten, Mathematik zu unterrichten, da sie auf ihr Cambridge University School Certificate eine Auszeichnung erhalten hatte und die einzige Lehrkraft für das Fach Mathematik spontan gekündigt hatte. Sie unterrichtete zwei Semester lang Schüler im Alter von 5 bis 16 Jahren in Mathematik. 1945 studierte sie Mathematik und Pädagogik am Regent Street Polytechnic (heute: University of Westminster) in London. Nachdem sie ihr Vordiplom in Mathematik absolviert hatte, zog sie mit ihrer Mutter und Schwester nach New York City.

## Karriere in den USA
In New York City erwarb Marion Walter 1950 am Hunter College einen Bachelor-Abschluss in Mathematik und Pädagogik. Danach unterrichtete sie an der Hunter College High School und der George Washington High School. Sie besuchte in dieser Zeit auch Abendkurse für einen Master in Mathematik an der New York University. Einige Semester später stellte Marion Walter das Unterrichten an den beiden Hochschulen ein und nahm eine Stelle als wissenschaftliche Mitarbeiterin für Berechnungen am Courant Institute of Mathematical Sciences of New York University an. In den Sommern 1952 und 1953 erhielt sie ein Sommerstipendium des National Bureau of Standards, um am Institut für Numerische Analyse der University of California zu studieren. Während des Sommers 1953 lernte Marion Walter die Mathematikerin Olga Taussky-Todd kennen, die sie dazu ermutigte, ihren Master zu vollenden. 1953 erhielt sie die US-amerikanische Staatsbürgerschaft. 1954 erhielt sie an der New York University einen Master-Abschluss in Mathematik.
Anstelle den Ph.D. zu machen, entschied sich Marion Walter dafür, das Unterrichten wieder aufzunehmen und nahm eine (Teilzeit-)Stelle als Lehrassistentin an der Cornell University an.
1956 nahm sie eine vorerst einjährige Anstellung am Simmons College in Boston an. Das Simmons College hatte zu diesem Zeitpunkt kein Mathematik als Hauptfach im Angebot. Gegen Ende ihrer Vertragslaufzeit wurde ihr angeboten, ein solches Hauptfach am Simmons College zu realisieren. Insgesamt verbrachte Marion Walter neun Jahre am Simmons College, davon vier Jahre als Abteilungsleiterin des mathematischen Abteils.

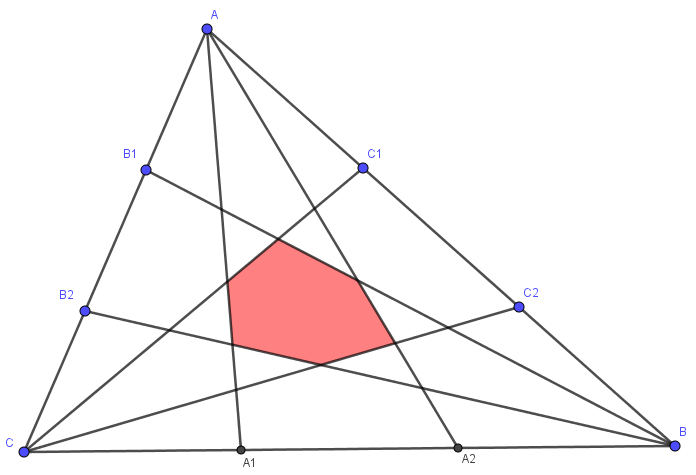
Visuelle Darstellung von Marions Theorem

1960 erhielt sie ein Sommerstipendium der National Science Foundation in der Stanford University, wo einer ihrer Lehrer George Pólya war. In den Sommern von 1962 bis 1967 nahm sie dadurch an der Elementary Science Study am Education Development Center (EDC) in Newton (Massachusetts) teil, wo sie an der Entwicklung von Lehrplänen für Mathematik arbeitete. Darüber hinaus war sie Mathematikberaterin bei mehreren Projekten, einschließlich des Projekts, das letztendlich zur Sesamstraße wurde. Sie arbeitete als UNESCO-Beraterin für Mathematikunterricht in Israel, unterrichtete an der State University von New York in Buffalo, war als wissenschaftliche Mitarbeiterin am Kinderkrankenhaus in Boston tätig, gab Workshops und veröffentlichte Artikel, Kapitel in Büchern und Bücher für Kinder. Während ihres Aufenthalts in Massachusetts gründete sie die Boston Area Mathematics Specialists, eine Gruppe, die sich auf die Verbesserung des Lehrens und Lernens von Mathematik für Schulkinder konzentrierte. Nach Erlangen des Doktortitels ließ sich Marion Walter an der Harvard Graduate School of Education einstellen, wo sie Lehrerinnen und Lehrer aus Grundschulen und Weiterführenden Schulen unterrichten konnte. In dieser Zeit arbeitete sie außerdem mit Stephen Brown, einem Bekannten aus ihrer Studienzeit und Kollegen der Harvard Graduate School of Education, zusammen, was zu der Veröffentlichung des Buchs "The Art of Problem Posing" 1983 führte.
1977 nahm sie eine Lehrstelle an der University of Oregon an, wo sie bis zu ihrer Pensionierung 1994 lehrte.
Im letzten Jahr vor ihrem Ruhestand, 1993, stellte Marion Walter das Marion-Theorem auf, welches besagt, dass der Flächeninhalt des zentralen Hexagons eines Dreiecks, das durch Trisektion einer jeden Seite entsteht, genau ein Zehntel des gesamten Flächeninhalts des Dreiecks beträgt.

## Auszeichnungen
1973 und 1986 wurde sie für zwei ihrer Bücher vom Programm des New York Academy of Sciences für Kinderbuchpreise ausgezeichnet. 2003 wurde sie in die Massachusetts Hall of Fame für Mathematikpädagogen gewählt. 2010 verlieh ihr das Simmons College einen Ehrentitel. Zu ihren Ehren wird der Marion Walter Future Teachers Award von der Mathematischen Fakultät der University of Oregon vergeben. Der 1993 nach ihr benannte Satz von Marion Walter basiert auf der folgenden Frage: Wenn die Seiten eines Dreiecks dreiteilig sind, wie groß ist die resultierende Fläche des Sechsecks, die erstellt wurde?

## Veröffentlichungen (Auswahl)
- mit Stephen I Brown: The Art of Problem Posing. Teaching Children Mathematics 12 (8), 2006.
- Make a Bigger Puddle, Make a Smaller Worm. The Arithmetic Teacher 20 (1), 1973.
- The Mirror Puzzle Book. The Arithmetic Teacher 34 (1), 1986.
- mit Stephen I Brown: Problem Posing: Reflections and Applications. The Mathematics Teacher 87 (1), 1994.
- Look at Annette. 1971, ISBN 978-0-87131-071-2.
- Another, Another, Another and More. 1975, ISBN 978-0-233-96644-1.
- Boxes, Squares and Other Things. 1970, ISBN 978-0-87353-410-9.
- sowie Expansions-Sets für einige ihrer Lehrbücher im Umgang mit Spiegeln.[9]